# Groupe B de la Coupe du monde de football 2022
Navigation
- A
- B
- C
- D
- E
- F
- G
- H

- 1/8e
- 1/4
- 1/2
- Finale

Le groupe B de la Coupe du monde 2022, qui se dispute au Qatar du 20 novembre au 18 décembre 2022, comprend quatre équipes dont les deux premières se qualifient pour les huitièmes de finale de la compétition.
Le tirage au sort est effectué le 1er avril 2022 à Doha.
Le premier de ce groupe affronte le deuxième du Groupe A et le deuxième de ce groupe affronte le premier du Groupe A.

## Présentation des équipes
Le groupe B comprend trois équipes anglo-saxonnes et l'Iran. Le groupe est parfois qualifié de « groupe de la mort » dans la presse anglophone en raison du classement FIFA moyen le plus élevé de tous les groupes, de l'excitation autour des rivalités Angleterre-États-Unis et Angleterre-pays de Galles, de l'hostilité politique entre l'Iran et les pays anglo-saxons et par anglo-centrisme. Quatrième en 2018 et vice-championne d'Europe, l'Angleterre connaît l'une des meilleures périodes de son histoire récente. Les Three Lions sont portés par un effectif riche de plusieurs cadres comme Kyle Walker, Harry Maguire, Raheem Sterling et Harry Kane, ainsi que d'une génération montante incarnée par Phil Foden, Jude Bellingham ou encore Declan Rice. Les Anglais restent néanmoins sur deux défaites importantes contre la Hongrie (0-4 ; 0-1) en Ligue des nations où ils ont été relégués en Ligue B. L'Iran, meilleure équipe asiatique au classement FIFA, a opposé une forte résistance lors des deux précédentes éditions de la Coupe du monde en 2014 et 2018. Après une campagne qualificative relativement terne mais sans danger, la Team Melli a retrouvé son sélectionneur Carlos Queiroz qui a reconduit à peu près les mêmes joueurs qu'en 2018. Elle pratique un football s'appuyant sur la contre-attaque avec le duo Azmoun-Taremi, la solidité défensive et l'efficacité offensive. Non qualifiés en 2018, les États-Unis ont rajeuni leur effectif en masse ; ils se présentent au Qatar avec la formation la plus jeune de leur histoire (25,2 ans de moyenne d'âge). La Team USA comprend plusieurs joueurs de talent, dont Christian Pulisic, mais suscite des doutes sur le plan tactique au niveau de la défense centrale et de l'absence d'avant-centre. La dernière équipe n'était pas connue au moment du tirage au sort. Le pays de Galles de Gareth Bale s'est qualifié pour sa première Coupe du monde depuis 1958 en remportant le barrage contre l'Ukraine, diminuée par l'invasion russe (1-0). Les Dragons rouges s'appuyent sur le gardien Wayne Hennessey, auteur d'un match héroïque contre l'Ukraine, ainsi qu'une génération de jeunes joueurs dont Neco Williams, Ethan Ampadu, Joe Rodon et Daniel James. En revanche, les Gallois, qui souffrent d'un manque d'idées dans leur jeu, restent sur une Ligue des nations désastreuse avec cinq défaites en six matchs.

### Angleterre
L'Angleterre, vice-championne d'Europe en 2021 et qualifiée à la première place du groupe I des éliminatoires européens,, est la principale favorite de ce groupe B,.

### Iran
L'Iran enchaîne un troisième mondial consécutif après avoir terminé en tête de son groupe aux éliminatoires de la zone Asie devant la Corée du Sud,. 

### États-Unis
Les États-Unis, l'un des grands absents de l'édition 2018, sont de retour grâce à une troisième place obtenue lors du tour final des éliminatoires de la CONCACAF,. Ils font office de principaux outsiders du groupe.

### Pays de Galles
Enfin, le quatrième membre est le pays de Galles, qualifié de dernière minute en barrage, après le tirage au sort du mondial. Emmenée par son capitaine Gareth Bale, l'équipe galloise participe seulement à sa deuxième Coupe du monde, 64 ans après celle de 1958.

## Classement
|   | Équipe         | Pts | J | G | N | P | Bp | Bc | Diff |
| 1 | Angleterre     | 7   | 3 | 2 | 1 | 0 | 9  | 2  | +7   |
| 2 | États-Unis     | 5   | 3 | 1 | 2 | 0 | 2  | 1  | +1   |
| 3 | Iran           | 3   | 3 | 1 | 0 | 2 | 4  | 7  | -3   |
| 4 | Pays de Galles | 1   | 3 | 0 | 1 | 2 | 1  | 6  | -5   |

| 3  | 21 novembre 2022 | Angleterre     | 6 - 2 | Iran           |
| 4  | 21 novembre 2022 | États-Unis     | 1 - 1 | Pays de Galles |
| 17 | 25 novembre 2022 | Pays de Galles | 0 - 2 | Iran           |
| 20 | 25 novembre 2022 | Angleterre     | 0 - 0 | États-Unis     |
| 33 | 29 novembre 2022 | Pays de Galles | 0 - 3 | Angleterre     |
| 34 | 29 novembre 2022 | Iran           | 0 - 1 | États-Unis     |

## 1rejournée

### Angleterre - Iran
| Match 3                                                      | Angleterre | 6 - 2   | Iran                                            | Stade international de Khalifa, Doha                                           |                                                                                |
| 21 novembre 2022 · 16:00 (UTC+3) · Historique des rencontres | ( Shaw) Bellingham 35e · ( Maguire) Saka 43e · ( Kane) Sterling 45+1e · ( Sterling) Saka 62e · ( Kane) Rashford 71e · ( Wilson) Grealish 90e | (3 - 0) | 65e Taremi (Gholizadeh ) · 90+13e (pen.) Taremi | Spectateurs : 45 334 Arbitrage : Raphael Claus Arbitre vidéo : Leodán González | Spectateurs : 45 334 Arbitrage : Raphael Claus Arbitre vidéo : Leodán González |
| 21 novembre 2022 · 16:00 (UTC+3) · Historique des rencontres | Rapport |         |                                                 | Spectateurs : 45 334 Arbitrage : Raphael Claus Arbitre vidéo : Leodán González | Spectateurs : 45 334 Arbitrage : Raphael Claus Arbitre vidéo : Leodán González |

| Angleterre | Iran |

| ANGLETERRE :     |    |                 |     |
|                  |    |                 |     |
| Gardien de but   | 01 | Jordan Pickford |     |
|                  | 03 | Luke Shaw       |     |
|                  | 06 | Harry Maguire   | 70e |
|                  | 05 | John Stones     |     |
|                  | 12 | Kieran Trippier |     |
|                  | 04 | Declan Rice     |     |
|                  | 22 | Jude Bellingham |     |
|                  | 10 | Raheem Sterling | 70e |
|                  | 19 | Mason Mount     | 71e |
|                  | 17 | Bukayo Saka     | 70e |
|                  | 09 | Harry Kane      | 75e |
| Remplaçants :    |    |                 |     |
|                  | 15 | Eric Dier       | 70e |
|                  | 11 | Marcus Rashford | 70e |
|                  | 07 | Jack Grealish   | 70e |
|                  | 20 | Phil Foden      | 71e |
|                  | 24 | Callum Wilson   | 75e |
| Sélectionneur :  |    |                 |     |
| Gareth Southgate |    |                 |     |

| IRAN :          |    |                        |     |     |
|                 |    |                        |     |     |
| Gardien de but  | 01 | Alireza Beiranvand     |     | 20e |
|                 | 19 | Majid Hosseini         |     |     |
|                 | 15 | Rouzbeh Cheshmi        |     | 46e |
|                 | 08 | Morteza Pouraliganji   | 48e |     |
|                 | 05 | Milad Mohammadi        |     | 63e |
|                 | 03 | Ehsan Hajsafi          |     |     |
|                 | 18 | Ali Karimi             |     | 46e |
|                 | 21 | Ahmad Nourollahi       |     | 77e |
|                 | 02 | Sadegh Moharrami       |     |     |
|                 | 09 | Mehdi Taremi           |     |     |
|                 | 07 | Alireza Jahanbakhsh    | 25e | 46e |
| Remplaçants :   |    |                        |     |     |
| Gardien de but  | 24 | Hossein Hosseini       |     | 20e |
|                 | 06 | Saeid Ezatolahi        |     | 46e |
|                 | 13 | Hossein Kanaanizadegan |     | 46e |
|                 | 17 | Ali Gholizadeh         |     | 46e |
|                 | 16 | Mehdi Torabi           |     | 63e |
|                 | 20 | Sardar Azmoun          |     | 77e |
| Sélectionneur : |    |                        |     |     |
| Carlos Queiroz  |    |                        |     |     |

| Assistants : Rodrigo Figueiredo Danilo Simon Manis Quatrième arbitre : Kevin Ortega Assistants arbitre vidéo : Julio Bascuñán Martín Soppi Juan Martínez Munuera Homme du Match : Bukayo Saka |

### États-Unis - Pays de Galles
| Match 4                                                      | États-Unis          | 1 - 1   | Pays de Galles  | Stade Ahmad-ben-Ali, Al-Rayyan                                                          |                                                                                         |
| 21 novembre 2022 · 22:00 (UTC+3) · Historique des rencontres | ( Pulisic) Weah 36e | (1 - 0) | 82e (pen.) Bale | Spectateurs : 43 418 Arbitrage : Abdulrahman Al-Jassim Arbitre vidéo : Abdulla Al-Marri | Spectateurs : 43 418 Arbitrage : Abdulrahman Al-Jassim Arbitre vidéo : Abdulla Al-Marri |
| 21 novembre 2022 · 22:00 (UTC+3) · Historique des rencontres | Rapport             |         |                 | Spectateurs : 43 418 Arbitrage : Abdulrahman Al-Jassim Arbitre vidéo : Abdulla Al-Marri | Spectateurs : 43 418 Arbitrage : Abdulrahman Al-Jassim Arbitre vidéo : Abdulla Al-Marri |

| États-Unis | Pays de Galles |

| ÉTATS-UNIS :    |    |                   |        |     |
|                 |    |                   |        |     |
| Gardien de but  | 01 | Matt Turner       |        |     |
|                 | 05 | Antonee Robinson  |        |     |
|                 | 03 | Walker Zimmerman  |        |     |
|                 | 13 | Tim Ream          | 51e    |     |
|                 | 02 | Sergiño Dest      | 11e    | 74e |
|                 | 06 | Yunus Musah       |        | 74e |
|                 | 04 | Tyler Adams       |        |     |
|                 | 08 | Weston McKennie   | 13e    | 66e |
|                 | 24 | Josh Sargent      |        | 74e |
|                 | 21 | Timothy Weah      |        | 88e |
|                 | 10 | Christian Pulisic |        |     |
| Remplaçants :   |    |                   |        |     |
|                 | 11 | Brenden Aaronson  |        | 66e |
|                 | 22 | DeAndre Yedlin    |        | 74e |
|                 | 23 | Kellyn Acosta     | 90+10e | 74e |
|                 | 19 | Haji Wright       |        | 74e |
|                 | 16 | Jordan Morris     |        | 88e |
| Sélectionneur : |    |                   |        |     |
| Gregg Berhalter |    |                   |        |     |

| PAYS DE GALLES : |    |                 |       |       |
|                  |    |                 |       |       |
| Gardien de but   | 01 | Wayne Hennessey |       |       |
|                  | 04 | Ben Davies      |       |       |
|                  | 06 | Joe Rodon       |       |       |
|                  | 05 | Chris Mepham    | 45+2e |       |
|                  | 03 | Neco Williams   |       | 79e   |
|                  | 10 | Aaron Ramsey    |       |       |
|                  | 15 | Ethan Ampadu    |       | 90+5e |
|                  | 14 | Connor Roberts  |       |       |
|                  | 20 | Daniel James    |       | 46e   |
|                  | 11 | Gareth Bale     | 40e   |       |
|                  | 08 | Harry Wilson    |       | 90+3e |
| Remplaçants :    |    |                 |       |       |
|                  | 13 | Kieffer Moore   |       | 46e   |
|                  | 09 | Brennan Johnson |       | 79e   |
|                  | 22 | Sorba Thomas    |       | 90+3e |
|                  | 16 | Joe Morrell     |       | 90+5e |
| Sélectionneur :  |    |                 |       |       |
| Rob Page         |    |                 |       |       |

| Assistants : Taleb Al-Marri Saud Al-Maqaleh Quatrième arbitre : Ma Ning Assistants arbitre vidéo : Rédouane Jiyed Mokrane Gourari Adil Zourak Homme du Match : Gareth Bale |

## 2ejournée

### Pays de Galles - Iran
| Match 17                                                     | Pays de Galles | 0 - 2   | Iran                                      | Stade Ahmad-ben-Ali, Al Rayyan                                              |                                                                             |
| 25 novembre 2022 · 13:00 (UTC+3) · Historique des rencontres |                | (0 - 0) | 90+8e Cheshmi · 90+11e Rezaeian (Taremi ) | Spectateurs : 40 875 Arbitrage : Mario Escobar Arbitre vidéo : Drew Fischer | Spectateurs : 40 875 Arbitrage : Mario Escobar Arbitre vidéo : Drew Fischer |
| 25 novembre 2022 · 13:00 (UTC+3) · Historique des rencontres | Rapport        |         |                                           | Spectateurs : 40 875 Arbitrage : Mario Escobar Arbitre vidéo : Drew Fischer | Spectateurs : 40 875 Arbitrage : Mario Escobar Arbitre vidéo : Drew Fischer |

| Pays de Galles | Iran |

| PAYS DE GALLES : |    |                 |       |     |
|                  |    |                 |       |     |
| Gardien de but   | 01 | Wayne Hennessey | 86e   |     |
|                  | 04 | Ben Davies      |       |     |
|                  | 06 | Joe Rodon       | 45+3e |     |
|                  | 05 | Chris Mepham    |       |     |
|                  | 03 | Neco Williams   |       |     |
|                  | 10 | Aaron Ramsey    |       | 87e |
|                  | 15 | Ethan Ampadu    |       | 77e |
|                  | 14 | Connor Roberts  |       | 57e |
|                  | 08 | Harry Wilson    |       | 58e |
|                  | 13 | Kieffer Moore   |       |     |
|                  | 11 | Gareth Bale     |       |     |
| Remplaçants :    |    |                 |       |     |
|                  | 09 | Brennan Johnson |       | 57e |
|                  | 20 | Daniel James    |       | 57e |
|                  | 07 | Joe Allen       |       | 77e |
| Gardien de but   | 12 | Danny Ward      |       | 87e |
| Sélectionneur :  |    |                 |       |     |
| Rob Page         |    |                 |       |     |

| IRAN :          |    |                      |       |     |
|                 |    |                      |       |     |
| Gardien de but  | 24 | Hossein Hosseini     |       |     |
|                 | 05 | Milad Mohammadi      |       |     |
|                 | 19 | Majid Hosseini       |       |     |
|                 | 08 | Morteza Pouraliganji |       |     |
|                 | 23 | Ramin Rezaeian       | 90+5e |     |
|                 | 03 | Ehsan Hajsafi        |       | 77e |
|                 | 06 | Saeid Ezatolahi      |       | 83e |
|                 | 21 | Ahmad Nourollahi     |       | 77e |
|                 | 17 | Ali Gholizadeh       |       | 77e |
|                 | 09 | Mehdi Taremi         |       |     |
|                 | 20 | Sardar Azmoun        |       | 68e |
| Remplaçants :   |    |                      |       |     |
|                 | 10 | Karim Ansarifard     |       | 68e |
|                 | 16 | Mehdi Torabi         |       | 77e |
|                 | 07 | Alireza Jahanbakhsh  | 90+5e | 77e |
|                 | 15 | Rouzbeh Cheshmi      |       | 77e |
|                 | 18 | Ali Karimi           |       | 83e |
| Sélectionneur : |    |                      |       |     |
| Carlos Queiroz  |    |                      |       |     |

| Assistants : Caleb Wales Juan Carlos Mora Quatrième arbitre : Maguette Ndiaye Assistants arbitre vidéo : Fernando Guerrero Nicolás Taran Adil Zourak Homme du Match : Rouzbeh Cheshmi |

### Angleterre - États-Unis
| Match 20                                                     | Angleterre | 0 - 0   | États-Unis | Stade Al-Bayt, Al-Khor                                                      |                                                                             |
| 25 novembre 2022 · 22:00 (UTC+3) · Historique des rencontres |            | (0 - 0) |            | Spectateurs : 68 463 Arbitrage : Jesús Valenzuela Arbitre vidéo : Juan Soto | Spectateurs : 68 463 Arbitrage : Jesús Valenzuela Arbitre vidéo : Juan Soto |
| 25 novembre 2022 · 22:00 (UTC+3) · Historique des rencontres | Rapport    |         |            | Spectateurs : 68 463 Arbitrage : Jesús Valenzuela Arbitre vidéo : Juan Soto | Spectateurs : 68 463 Arbitrage : Jesús Valenzuela Arbitre vidéo : Juan Soto |

| Angleterre | États-Unis |

| ANGLETERRE :     |    |                  |     |
|                  |    |                  |     |
| Gardien de but   | 01 | Jordan Pickford  |     |
|                  | 03 | Luke Shaw        |     |
|                  | 06 | Harry Maguire    |     |
|                  | 05 | John Stones      |     |
|                  | 12 | Kieran Trippier  |     |
|                  | 04 | Declan Rice      |     |
|                  | 19 | Mason Mount      |     |
|                  | 22 | Jude Bellingham  | 68e |
|                  | 10 | Raheem Sterling  | 68e |
|                  | 09 | Harry Kane       |     |
|                  | 17 | Bukayo Saka      | 78e |
| Remplaçants :    |    |                  |     |
|                  | 07 | Jack Grealish    | 68e |
|                  | 08 | Jordan Henderson | 68e |
|                  | 11 | Marcus Rashford  | 78e |
| Sélectionneur :  |    |                  |     |
| Gareth Southgate |    |                  |     |

| ÉTATS-UNIS :    |    |                   |     |
|                 |    |                   |     |
| Gardien de but  | 01 | Matt Turner       |     |
|                 | 05 | Antonee Robinson  |     |
|                 | 13 | Tim Ream          |     |
|                 | 03 | Walker Zimmerman  |     |
|                 | 02 | Sergiño Dest      | 77e |
|                 | 04 | Tyler Adams       |     |
|                 | 06 | Yunus Musah       |     |
|                 | 08 | Weston McKennie   | 77e |
|                 | 10 | Christian Pulisic |     |
|                 | 19 | Haji Wright       | 83e |
|                 | 21 | Timothy Weah      | 83e |
| Remplaçants :   |    |                   |     |
|                 | 11 | Brenden Aaronson  | 77e |
|                 | 18 | Shaq Moore        | 77e |
|                 | 07 | Giovanni Reyna    | 83e |
|                 | 24 | Josh Sargent      | 83e |
| Sélectionneur : |    |                   |     |
| Gregg Berhalter |    |                   |     |

| Assistants : Jorge Urrego Tulio Moreno Quatrième arbitre : Yoshimi Yamashita Assistants arbitre vidéo : Nicolás Gallo Diego Bonfá Julio Bascuñán Homme du Match : Christian Pulisic |

## 3ejournée

### Pays de Galles - Angleterre
| Match 33                                                     | Pays de Galles | 0 - 3   | Angleterre                                                  | Stade Ahmad-ben-Ali, Al Rayyan                                             |                                                                            |
| 29 novembre 2022 · 22:00 (UTC+3) · Historique des rencontres |                | (0 - 0) | 50e Rashford · 52e Foden (Kane ) · 68e Rashford (Phillips ) | Spectateurs : 44 297 Arbitrage : Slavko Vinčić Arbitre vidéo : Marco Fritz | Spectateurs : 44 297 Arbitrage : Slavko Vinčić Arbitre vidéo : Marco Fritz |
| 29 novembre 2022 · 22:00 (UTC+3) · Historique des rencontres | Rapport        |         |                                                             | Spectateurs : 44 297 Arbitrage : Slavko Vinčić Arbitre vidéo : Marco Fritz | Spectateurs : 44 297 Arbitrage : Slavko Vinčić Arbitre vidéo : Marco Fritz |

| Pays de Galles | Angleterre |

| PAYS DE GALLES : |    |                 |     |     |
|                  |    |                 |     |     |
| Gardien de but   | 12 | Danny Ward      |     |     |
|                  | 04 | Ben Davies      |     | 57e |
|                  | 06 | Joe Rodon       |     |     |
|                  | 05 | Chris Mepham    |     |     |
|                  | 03 | Neco Williams   |     | 36e |
|                  | 07 | Joe Allen       |     | 81e |
|                  | 15 | Ethan Ampadu    |     |     |
|                  | 20 | Daniel James    | 29e | 77e |
|                  | 10 | Aaron Ramsey    | 61e |     |
|                  | 11 | Gareth Bale     |     | 46e |
|                  | 13 | Kieffer Moore   |     |     |
| Remplaçants :    |    |                 |     |     |
|                  | 14 | Connor Roberts  |     | 36e |
|                  | 09 | Brennan Johnson |     | 46e |
|                  | 16 | Joe Morrell     |     | 57e |
|                  | 08 | Harry Wilson    |     | 77e |
|                  | 25 | Rubin Colwill   |     | 81e |
| Sélectionneur :  |    |                 |     |     |
| Rob Page         |    |                 |     |     |

| ANGLETERRE :     |    |                        |  |     |
|                  |    |                        |  |     |
| Gardien de but   | 01 | Jordan Pickford        |  |     |
|                  | 03 | Luke Shaw              |  | 65e |
|                  | 06 | Harry Maguire          |  |     |
|                  | 05 | John Stones            |  |     |
|                  | 02 | Kyle Walker            |  | 57e |
|                  | 04 | Declan Rice            |  | 57e |
|                  | 08 | Jordan Henderson       |  |     |
|                  | 20 | Phil Foden             |  |     |
|                  | 22 | Jude Bellingham        |  |     |
|                  | 11 | Marcus Rashford        |  | 75e |
|                  | 09 | Harry Kane             |  | 57e |
| Remplaçants :    |    |                        |  |     |
|                  | 18 | Trent Alexander-Arnold |  | 57e |
|                  | 24 | Callum Wilson          |  | 57e |
|                  | 14 | Kalvin Phillips        |  | 57e |
|                  | 12 | Kieran Trippier        |  | 65e |
|                  | 07 | Jack Grealish          |  | 75e |
| Sélectionneur :  |    |                        |  |     |
| Gareth Southgate |    |                        |  |     |

| Assistants : Tomaž Klančnik Andraz Kovacic Quatrième arbitre : Yoshimi Yamashita Assistants arbitre vidéo : Paolo Valeri Pawel Sokolnicki Bastian Dankert Homme du Match : Marcus Rashford |

### Iran - États-Unis
| Match 34                                                     | Iran    | 0 - 1   | États-Unis          | Stade Al-Thumama, Doha                                                                     |                                                                                            |
| 29 novembre 2022 · 22:00 (UTC+3) · Historique des rencontres |         | (0 - 1) | 38e Pulisic (Dest ) | Spectateurs : 42 127 Arbitrage : Antonio Mateu Lahoz Arbitre vidéo : Juan Martínez Munuera | Spectateurs : 42 127 Arbitrage : Antonio Mateu Lahoz Arbitre vidéo : Juan Martínez Munuera |
| 29 novembre 2022 · 22:00 (UTC+3) · Historique des rencontres | Rapport |         |                     | Spectateurs : 42 127 Arbitrage : Antonio Mateu Lahoz Arbitre vidéo : Juan Martínez Munuera | Spectateurs : 42 127 Arbitrage : Antonio Mateu Lahoz Arbitre vidéo : Juan Martínez Munuera |

| Iran | États-Unis |

| IRAN :          |    |                      |       |       |
|                 |    |                      |       |       |
| Gardien de but  | 01 | Alireza Beiranvand   |       |       |
|                 | 05 | Milad Mohammadi      |       | 45+2e |
|                 | 08 | Morteza Pouraliganji |       |       |
|                 | 19 | Majid Hosseini       | 77e   |       |
|                 | 23 | Ramin Rezaeian       |       |       |
|                 | 06 | Saeid Ezatolahi      |       |       |
|                 | 03 | Ehsan Hajsafi        |       | 71e   |
|                 | 21 | Ahmad Nourollahi     |       | 71e   |
|                 | 09 | Mehdi Taremi         |       |       |
|                 | 20 | Sardar Azmoun        |       | 46e   |
|                 | 17 | Ali Gholizadeh       |       | 77e   |
| Remplaçants :   |    |                      |       |       |
|                 | 18 | Ali Karimi           |       | 45+2e |
|                 | 14 | Saman Ghoddos        |       | 46e   |
|                 | 16 | Mehdi Torabi         |       | 71e   |
|                 | 25 | Abolfazl Jalali      | 90+6e | 71e   |
|                 | 10 | Karim Ansarifard     |       | 77e   |
| Sélectionneur : |    |                      |       |       |
| Carlos Queiroz  |    |                      |       |       |

| ÉTATS-UNIS :    |    |                        |     |     |
|                 |    |                        |     |     |
| Gardien de but  | 01 | Matt Turner            |     |     |
|                 | 05 | Antonee Robinson       |     |     |
|                 | 13 | Tim Ream               |     |     |
|                 | 20 | Cameron Carter-Vickers |     |     |
|                 | 02 | Sergiño Dest           |     | 82e |
|                 | 04 | Tyler Adams            | 43e |     |
|                 | 06 | Yunus Musah            |     |     |
|                 | 08 | Weston McKennie        |     | 65e |
|                 | 10 | Christian Pulisic      |     | 46e |
|                 | 24 | Josh Sargent           |     | 77e |
|                 | 21 | Timothy Weah           |     | 82e |
| Remplaçants :   |    |                        |     |     |
|                 | 11 | Brenden Aaronson       |     | 46e |
|                 | 23 | Kellyn Acosta          |     | 65e |
|                 | 19 | Haji Wright            |     | 77e |
|                 | 18 | Shaq Moore             |     | 82e |
|                 | 03 | Walker Zimmerman       |     | 82e |
| Sélectionneur : |    |                        |     |     |
| Gregg Berhalter |    |                        |     |     |

| Assistants : Pau Cebrian Roberto Diaz Quatrième arbitre : Kevin Ortega Assistants arbitre vidéo : Ricardo de Burgos Neuza Back Alejandro Hernández Homme du Match : Christian Pulisic |

## Homme du match
| Match | Résultats      | Résultats | Résultats      | Homme du match    |
| ----- | -------------- | --------- | -------------- | ----------------- |
| 3     | Angleterre     | 6 - 2     | Iran           | Bukayo Saka       |
| 4     | États-Unis     | 1 - 1     | Pays de Galles | Gareth Bale       |
| 17    | Pays de Galles | 0 - 2     | Iran           | Rouzbeh Cheshmi   |
| 20    | Angleterre     | 0 - 0     | États-Unis     | Christian Pulisic |
| 33    | Pays de Galles | 0 - 3     | Angleterre     | Marcus Rashford   |
| 34    | Iran           | 0 - 1     | États-Unis     | Christian Pulisic |

## Liste des buteurs
3 buts
- Marcus Rashford

2 buts
- Bukayo Saka
- Mehdi Taremi

1 but
- Jude Bellingham
- Phil Foden
- Jack Grealish
- Raheem Sterling
- Christian Pulisic
- Timothy Weah
- Rouzbeh Cheshmi
- Ramin Rezaeian
- Gareth Bale

## Liste des passeurs
3 passes décisives
- Harry Kane

1 passe décisive
- Kalvin Phillips
- Harry Maguire
- Luke Shaw
- Raheem Sterling
- Callum Wilson
- Sergiño Dest
- Christian Pulisic
- Ali Gholizadeh
- Mehdi Taremi